# Hacpurek (tvrz)
Tvrz Hacpurek (někdy uváděna také jako hrad) stávala nad rybníkem Hacpurek, nedaleko samoty Hacpurek, která spadá pod ves Velká Černá, část obce Salačova Lhota.

## Historie
O tvrzi se nedochovaly žádné písemné zprávy. Problémem je, že blíže neznáme ani určité pasáže dějin nedalekých vsí Velká a Malá Černá, které by mohly napovědět osudy i vlastního Hacpurku. Podle všeho vznikla ve 13. století, k zániku došlo zřejmě v 15. století. Do míst dnešní samoty bývá situována dnes již neexistující ves Moravičany, jejímž byla zřejmě centrem.

## Popis
Z tvrze se do současnosti dochovalo rozsáhlé tvrziště mezi rybníkem a mlýnem, stojícím na Huťském potoce. Jedná se o plošinu chráněnou příkopem a místy dochovanými zbytky valů. Bližší podrobnosti mi mohl přinést podrobný archeologický průzkum, ten předběžný ji zasadil do období 13.-15. století.